# Браян Вест
Браян Вест (англ. Brian West, нар. 10 червня 1978, Лаграндж) — американський футболіст, що грав на позиції півзахисника.
Виступав, зокрема, за клуби «Коламбус Крю» та «Фредрікстад», а також національну збірну США.

## Клубна кар'єра
Вест два роки грав у футбольній команді університету Вірджинії «Вірджинія Кавальєрс», після чого потрапив до Project-40. У дорослому футболі дебютував 1998 року виступами за команду «Коламбус Крю», в якій провів шість сезонів, взявши участь у 132 матчах чемпіонату, забивши 18 голів і віддавши 29 гольових передач, а у 2002 році здобув з командою Відкритий кубок США.
На початку 2004 року перейшов до норвезького клубу «Фредрікстад», за який відіграв 4 сезони, вигравши у 2006 році Кубок Норвегії. Завершив професійну кар'єру футболіста виступами за команду «Фредрікстад» у 2007 році через травму.

## Виступи за збірні
У 1997 році у складі молодіжної збірної США Вест взяв участь у молодіжному чемпіонаті світу в Малайзії, де забив гол, а команда вилетіла на стадії 1/8 фіналу.
26 квітня 2000 року дебютував в офіційних матчах у складі національної збірної США в товариській грі проти Росії (0:2). У складі збірної був учасником домашнього Золотого кубка КОНКАКАФ 2002 року. Вест зіграв на турнірі і двох матчах — півфіналі з Канадою та фіналі з Коста-Рикою (2:0), здобувши із «смугастими» титул чемпіона.
Всього протягом кар'єри у національній команді, яка тривала 5 років, провів у її формі 7 матчів.

## Досягнення
- Володар Відкритого кубка США: 2003
- Володар Кубка Норвегії: 2006